# Romainmôtier

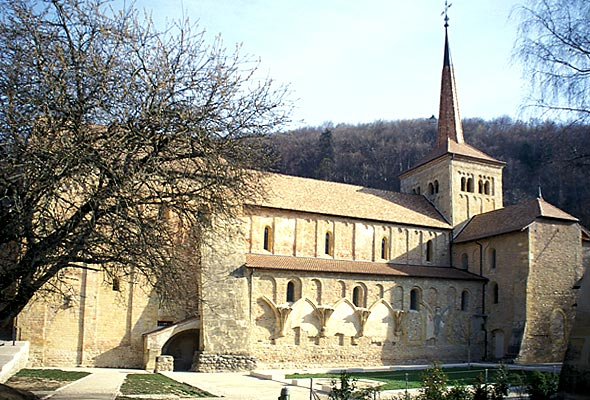
Priorat de Romainmôtier

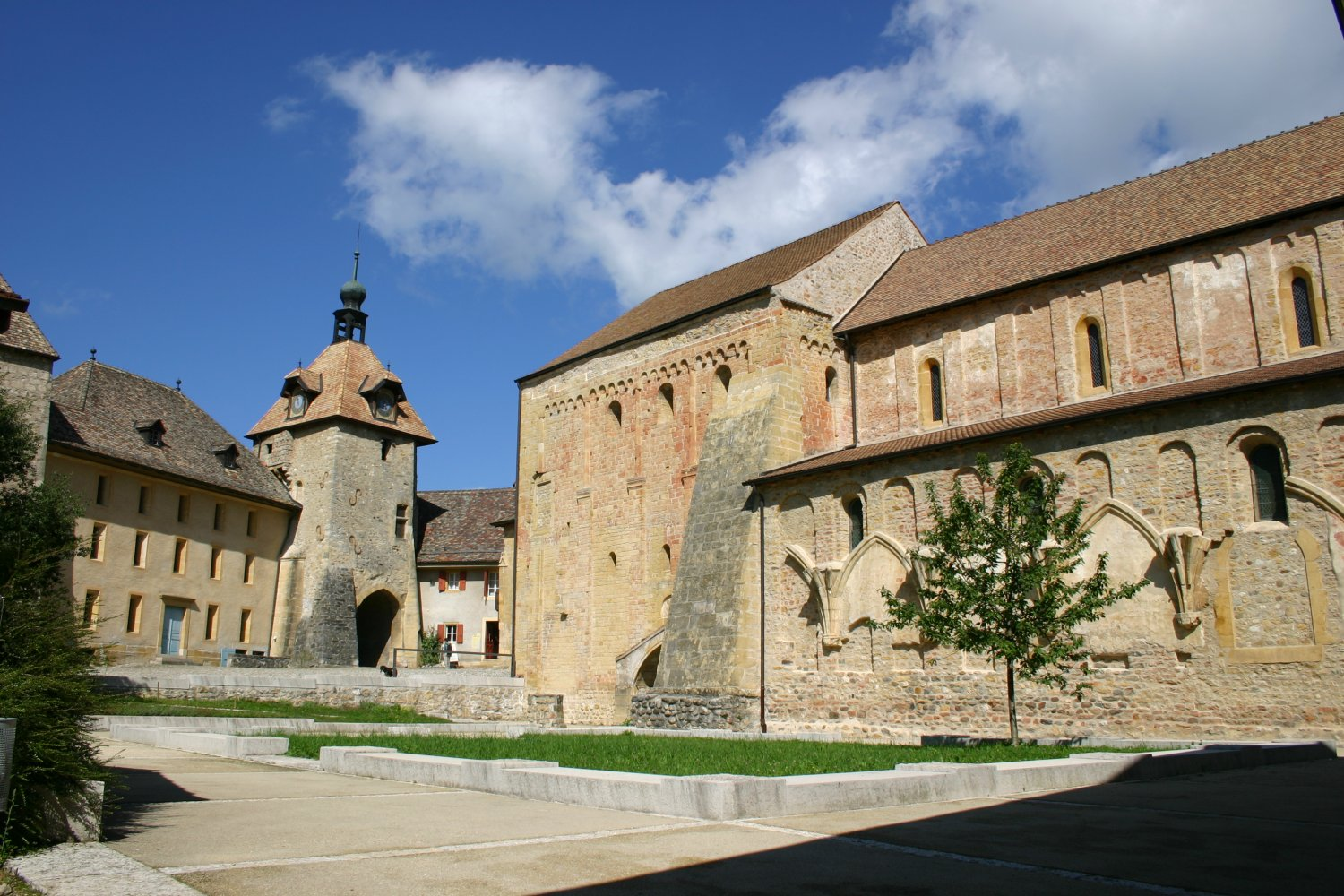

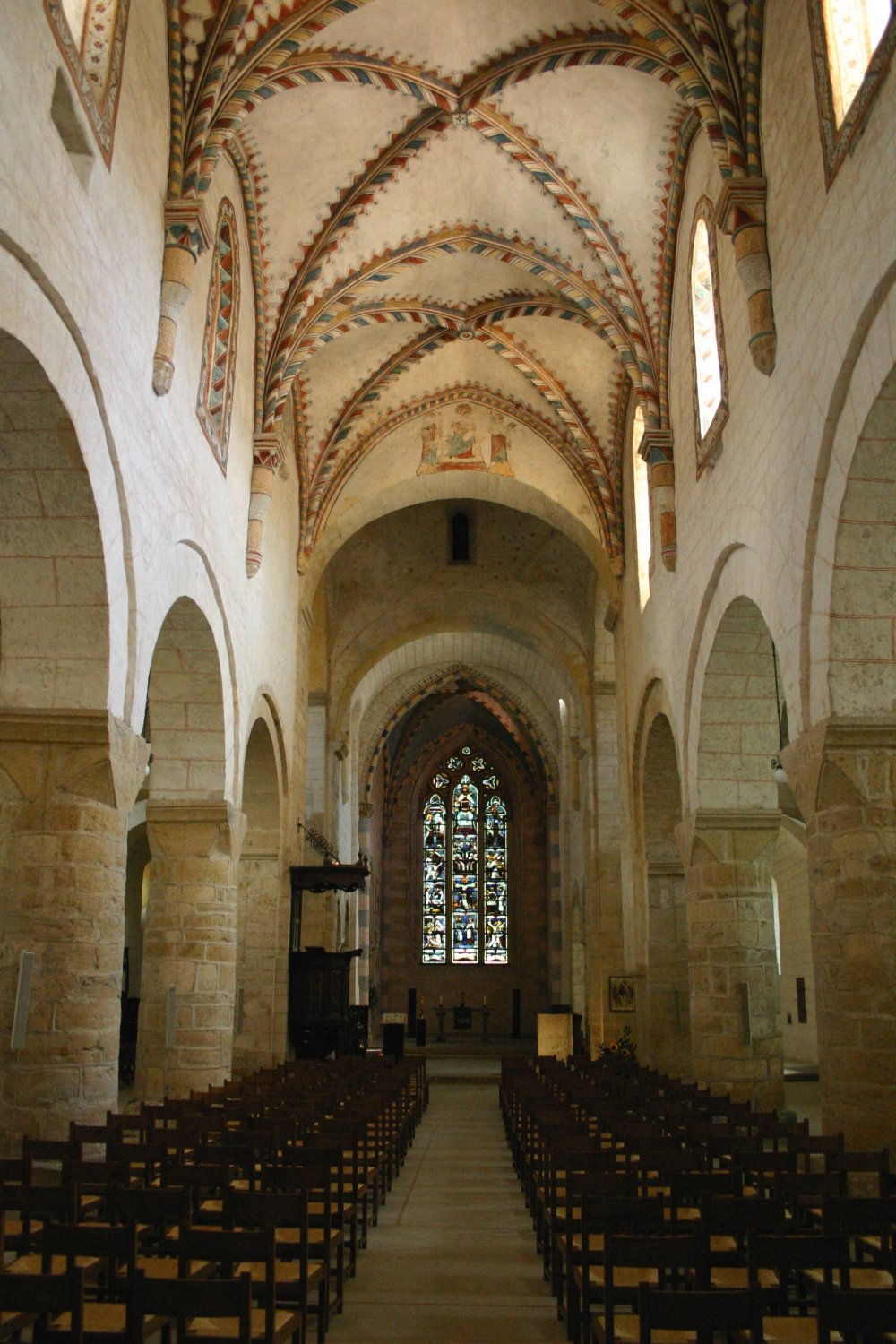
Interior

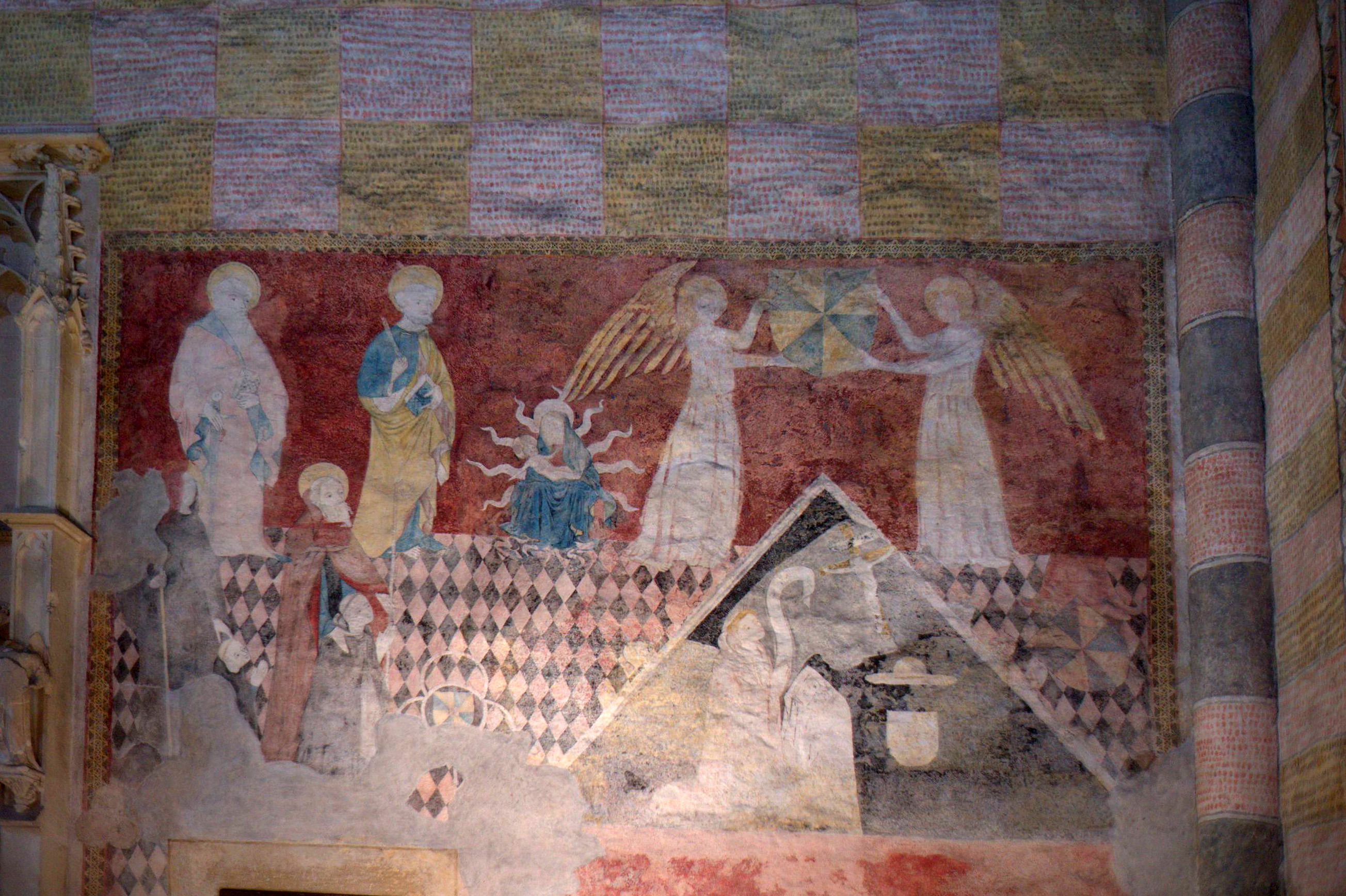
Pintures

El Priorat de Romainmôtier és un antic priorat de l'Orde de Cluny que es troba al municipi suís de Romainmôtier-Envy al cantó de Vaud. El monestir va ser fundat per Romanus de Condat. Es troba en "l'inventari suís de significació cultural".

## Història
El primer monestir a Romainmôtier va ser construït al voltant de l'any 450 per Romanus de Condat. Romainmôtier vol dir Romanum monasterium. La vida de Romanus consta a l'obra de Gregori de Tours, "Liber vitae patrum", i en l'obra anònima "Vita Sanctorum Romani, Lupicini, Eugendi".
El primer monestir va decaure i va ser reconstruït pel Duc Chramnelenus (642).
Al segle IX Romainmôtier va tornar a estar en declivi. Sota l'abadia de Cluny, el priorat de Romainmôtier experimentà la seva tercera edat d'or.
L'església del monestir de Romainmôtier és un dels exemples més importants de l'arquitectura romànica a Suïssa.